# Lejeunea
Lejeunea, rod jetrenjarki (Marchantiophyta) iz porodice Lejeuneaceae. Sastoji se od blizu 400 vrsta.

## Vrste
1. Lejeunea abyssinica (Gola) Cufod.
2. Lejeunea acanthogona Spruce
3. Lejeunea acuminata (Lehm. & Lindenb.) Lehm.
4. Lejeunea acuta Mitt.
5. Lejeunea acutata (Steph.) Solari
6. Lejeunea adpressa Nees
7. Lejeunea aethiopica E.W. Jones
8. Lejeunea alaskana (R.M. Schust. & Steere) Inoue & Steere
9. Lejeunea alata Gottsche
10. Lejeunea albescens (Steph.) Mizut.
11. Lejeunea albiflora Colenso
12. Lejeunea aloba Sande Lac.
13. Lejeunea alobifolia (Steph.) H.A. Mill.
14. Lejeunea amaniensis E.W. Jones
15. Lejeunea ambigua Lindenb. & Gottsche
16. Lejeunea amentulifera Steph.
17. Lejeunea androgyna R.M. Schust.
18. Lejeunea angulifolia Mitt.
19. Lejeunea angusta (Lehm. & Lindenb.) Mont.
20. Lejeunea anisophylla Mont.
21. Lejeunea anomala Lindenb. & Gottsche
22. Lejeunea antillana Steph.
23. Lejeunea aphanes Spruce
24. Lejeunea apiahyna (Steph.) Sushil K. Singh
25. Lejeunea apiculata Sande Lac.
26. Lejeunea aptycta Gottsche
27. Lejeunea aquatica Horik.
28. Lejeunea armitii (Steph.) Steph.
29. Lejeunea asperifolia Steph.
30. Lejeunea asperrima Spruce
31. Lejeunea asperula (Steph.) Mizut.
32. Lejeunea asprella Spruce
33. Lejeunea asthenica Spruce
34. Lejeunea atheatostipa Spruce
35. Lejeunea balazsii (Pócs) R.M. Schust.
36. Lejeunea barbata (Herzog) R.L. Zhu & M.J. Lai
37. Lejeunea bermudiana (A. Evans) R.M. Schust.
38. Lejeunea bethanica Gottsche
39. Lejeunea bidentula Herzog
40. Lejeunea biformis Gottsche
41. Lejeunea blepharogona Spruce
42. Lejeunea blomquistii R.M. Schust.
43. Lejeunea boliviensis (Steph.) R.L. Zhu & M.E. Reiner
44. Lejeunea bombonasensis Spruce
45. Lejeunea bornmuelleri (Steph.) M.E. Reiner
46. Lejeunea boryana Mont.
47. Lejeunea brenanii E.W. Jones
48. Lejeunea calcicola R.M. Schust.
49. Lejeunea canariensis (Steph.) Steph.
50. Lejeunea cancellata Nees & Mont.
51. Lejeunea candida (Pócs) R.M. Schust.
52. Lejeunea cantabrigiensis E.W. Jones
53. Lejeunea capensis Gottsche
54. Lejeunea caracensis Lindenb.
55. Lejeunea caripensis Lindenb. & Gottsche
56. Lejeunea caroliniana Austin
57. Lejeunea catinulifera Spruce
58. Lejeunea caulicalyx (Steph.) M.E. Reiner & Goda
59. Lejeunea cavifolia (Ehrh.) Lindb.
60. Lejeunea caviloba (Steph.) Besch.
61. Lejeunea cerina (Lehm. & Lindenb.) Lehm. & Lindenb.
62. Lejeunea chaishanensis S.H. Lin
63. Lejeunea chamissonis Lindenb.
64. Lejeunea chimborazensis Spruce
65. Lejeunea cladogyna A. Evans
66. Lejeunea clavata Lindenb.
67. Lejeunea claviformis Lindenb. ex Steph.
68. Lejeunea cochleata Spruce
69. Lejeunea cocoes Mitt.
70. Lejeunea colensoana (Steph.) M.A.M. Renner
71. Lejeunea combuensis O.S. Moura, Ilk.-Borg. & M.E. Reiner
72. Lejeunea compacta (Steph.) Steph.
73. Lejeunea concava Lindenb. & Gottsche
74. Lejeunea concinnula Spruce & Steph.
75. Lejeunea conformis Nees & Mont.
76. Lejeunea connatistipula (Steph.) Steph.
77. Lejeunea contracta Mizut.
78. Lejeunea controversa Gottsche
79. Lejeunea convexiloba M.L. So & R.L. Zhu
80. Lejeunea corcovadae (Steph.) Bischl.
81. Lejeunea cordiflora Spruce
82. Lejeunea cordistipula Lindenb. & Gottsche
83. Lejeunea corralensis A. Evans
84. Lejeunea corynantha Spruce
85. Lejeunea crassiretis Mitt.
86. Lejeunea cristulata (Steph.) M.E. Reiner & Goda
87. Lejeunea cristuliflora (Steph.) M.E. Reiner & Goda
88. Lejeunea curviloba Steph.
89. Lejeunea cuspidistipula (Steph.) Steph. ex Watts
90. Lejeunea cyanomontana R.M. Schust.
91. Lejeunea cyanophora R.M. Schust.
92. Lejeunea cyathearum E.W. Jones
93. Lejeunea cyathophora Mitt.
94. Lejeunea cyrtotis Spruce
95. Lejeunea debilis (Lehm. & Lindenb.) Nees & Mont.
96. Lejeunea denticalyx (Steph.) Steph.
97. Lejeunea denticuspis (Steph.) Mizut.
98. Lejeunea denudata (Pearson) J.J. Engel
99. Lejeunea deplanata Nees
100. Lejeunea devendrae (Sushil K. Singh) P.K. Verma & K.K. Rawat
101. Lejeunea diaphana Spruce
102. Lejeunea dictyocalyx Spruce
103. Lejeunea dimorpha T. Kodama
104. Lejeunea dipterocarpa E.W. Jones
105. Lejeunea dipterota (Eifrig) G.E. Lee
106. Lejeunea discreta Lindenb.
107. Lejeunea disjecta Spruce
108. Lejeunea diversicuspis Spruce
109. Lejeunea drehwaldii (Herzog) Heinrichs & Schäf.-Verw.
110. Lejeunea drummondii Taylor
111. Lejeunea duncaniae (Sim) M.E. Reiner
112. Lejeunea ecarinata (Steph.) J.M. Coult., Barnes & Arthur
113. Lejeunea eckloniana Lindenb.
114. Lejeunea edentata (R.M. Schust.) L. Söderstr.
115. Lejeunea eifrigii (Eifrig) Mizut.
116. Lejeunea elegans Gottsche
117. Lejeunea elongella Gottsche
118. Lejeunea emarginuliflora Gottsche ex Steph.
119. Lejeunea epibrya Taylor
120. Lejeunea erostrata (Steph.) M.E. Reiner & Goda
121. Lejeunea estrellamontana (R.M. Schust.) M.A.M. Renner & Pócs
122. Lejeunea exilis (Reinw., Blume & Nees) Grolle
123. Lejeunea falcata (Pócs & J. Eggers) Pócs
124. Lejeunea fawcettiae (D.J. Carr) D.J. Carr
125. Lejeunea fernandeziana S.W. Arnell
126. Lejeunea firma Mitt.
127. Lejeunea fissistipula (Steph.) Steph.
128. Lejeunea flaccida Lindenb. & Gottsche
129. Lejeunea flagellaris Spruce
130. Lejeunea flagellifera C.J. Bastos, M.E. Reiner & Schäf.-Verw.
131. Lejeunea flava (Sw.) Nees
132. Lejeunea flavida Mitt.
133. Lejeunea flavovirens Ångstr.
134. Lejeunea fleischeri (Steph.) Mizut.
135. Lejeunea florida Spruce
136. Lejeunea floridana A. Evans
137. Lejeunea fulfordiae (Jovet-Ast) R.L. Zhu
138. Lejeunea fulva Spruce
139. Lejeunea fusagasugana Gottsche
140. Lejeunea galeata Spruce
141. Lejeunea gayana Gottsche
142. Lejeunea ghatensis (P.K. Verma & S.C. Srivast.) Sushil K. Singh & Pócs
143. Lejeunea gibbiloba (Steph.) H.A. Mill.
144. Lejeunea glaucescens Gottsche
145. Lejeunea globosiflora (Steph.) Steph.
146. Lejeunea gomphocalyx Spruce
147. Lejeunea gottscheana Lindenb.
148. Lejeunea gracilicaulis Spruce
149. Lejeunea gracilipes (Taylor) Spruce
150. Lejeunea gracilis Steph.
151. Lejeunea gradsteiniana (Steph.) Pócs
152. Lejeunea gradsteinii G.E. Lee, Damanhuri & Latiff
153. Lejeunea graminicolor Spruce
154. Lejeunea grolleana (Bernecker) R.L. Zhu & W. Ye
155. Lejeunea grossecristata (Steph.) E.W. Jones
156. Lejeunea grossiretis (Steph.) M.E. Reiner & Goda
157. Lejeunea grossistipula Steph.
158. Lejeunea grossitexta (Steph.) M.E. Reiner & Goda
159. Lejeunea grossiuscula Gottsche ex Steph.
160. Lejeunea haitica Nees & Mont.
161. Lejeunea hamatiloba G.E. Lee, Schäf.-Verw., M.A.M. Renner & Heinrichs
162. Lejeunea hawaikiana (R.M. Schust.) M.A.M. Renner & de Lange
163. Lejeunea helenae Pearson
164. Lejeunea helmsiana (Steph.) Steph.
165. Lejeunea hepaticola (Steph.) Steph.
166. Lejeunea herminieri (Steph.) R.L. Zhu
167. Lejeunea heterocheila Taylor
168. Lejeunea hibernica (Bischl., H.A. Mill. & Bonner) Bischl., H.A. Mill. & Bonner ex Grolle
169. Lejeunea hieronymii Spruce
170. Lejeunea hodgsoniana Grolle ex R.J. Lewington, Bever. & M.A.M. Renner
171. Lejeunea howeana (Steph.) Grolle
172. Lejeunea hui R.L. Zhu
173. Lejeunea humefacta Spruce
174. Lejeunea hyalina (Steph.) L. Söderstr. & A. Hagborg
175. Lejeunea hygrophila Gottsche
176. Lejeunea ibadana A.J. Harr. & E.W. Jones
177. Lejeunea immersa Spruce
178. Lejeunea increscens Spruce
179. Lejeunea inflatiloba (Steph.) H.A. Mill., Bonner & Bischl.
180. Lejeunea inflexiloba (J.B. Jack & Steph.) Prantl
181. Lejeunea intricata (J.B. Jack & Steph.) Prantl
182. Lejeunea isophylla E.W. Jones
183. Lejeunea japonica Mitt.
184. Lejeunea jardinii Spruce
185. Lejeunea julacea Steph.
186. Lejeunea jungneri (Steph.) Steph.
187. Lejeunea juruana (Steph.) Gradst. & M.E. Reiner
188. Lejeunea kashyapii M. Dey, D.K. Singh & D. Singh
189. Lejeunea kilimandjarensis Steph.
190. Lejeunea kinabalensis Mizut.
191. Lejeunea kodamae Ikegami & Inoue
192. Lejeunea konosensis Mizut.
193. Lejeunea koponenii (Pócs & J. Eggers) Pócs
194. Lejeunea kudremukhensis (Steph.) Sushil K. Singh & Pócs
195. Lejeunea kuerschneriana Pócs
196. Lejeunea laeta (Lehm. & Lindenb.) Lehm. & Lindenb.
197. Lejeunea laetevirens Nees & Mont.
198. Lejeunea laevicalyx Gottsche
199. Lejeunea laii (Herzog) R.L. Zhu
200. Lejeunea lamacerina (Steph.) Schiffn.
201. Lejeunea latilobula (Herzog) R.L. Zhu & M.L. So
202. Lejeunea laxa (Nees) Lindenb.
203. Lejeunea leiantha Spruce
204. Lejeunea leptalea Spruce
205. Lejeunea leptoscypha Spruce
206. Lejeunea leratii (Steph.) Mizut.
207. Lejeunea leucosis Besch. & Spruce
208. Lejeunea liromobana Singh Deo & D.K. Singh
209. Lejeunea litoralis Steph.
210. Lejeunea lomana E.W. Jones
211. Lejeunea longicollis S.W. Arnell
212. Lejeunea longidentata C.J. Bastos, Gradst., Vilas Bôas-Bastos & Schäf.-Verw.
213. Lejeunea longilobula (Pócs) Pócs
214. Lejeunea lowriana Steph.
215. Lejeunea lumbricoides (Nees) Nees
216. Lejeunea lunatigastria Tixier
217. Lejeunea lusoria (Lindenb. & Gottsche) Steph.
218. Lejeunea luzonensis (Steph.) R.L. Zhu & M.J. Lai
219. Lejeunea lyratiflora (Steph.) Prantl
220. Lejeunea macrorhyncha Spruce
221. Lejeunea magohukui Mizut.
222. Lejeunea malangensis (Herzog) R.L. Zhu & Y.M. Wei
223. Lejeunea mandonii (Steph.) Müll. Frib.
224. Lejeunea marasmodes Spruce
225. Lejeunea masoalae Pócs
226. Lejeunea massalongoana (Schiffn. ex P. Syd.) Solari
227. Lejeunea megalantha Spruce
228. Lejeunea mehrana M. Dey, D.K. Singh & D. Singh
229. Lejeunea meridensis Ilk.-Borg.
230. Lejeunea micholitzii (Steph.) Mizut.
231. Lejeunea microloba Taylor
232. Lejeunea mimula (Steph.) Hürl.
233. Lejeunea minutiloba A. Evans
234. Lejeunea mizoramensis Sushil K. Singh
235. Lejeunea mizutanii (Steph.) Grolle
236. Lejeunea molkenboeriana Sande Lac.
237. Lejeunea monimiae (Steph.) Steph.
238. Lejeunea morobensis (Grolle) M.A.M. Renner & Pócs
239. Lejeunea multidentata M.E. Reiner & Mustelier
240. Lejeunea musae (Spreng.) Gottsche, Lindenb. & Nees
241. Lejeunea muscicola Spruce
242. Lejeunea neelgherriana Gottsche
243. Lejeunea nemoralis Gottsche
244. Lejeunea nepalensis Steph.
245. Lejeunea nesiotica Besch. & Spruce
246. Lejeunea neumanniana Nees
247. Lejeunea nietneri (Steph.) Steph. ex Watts
248. Lejeunea nilgiriensis (P.K. Verma & S.C. Srivast.) Sushil K. Singh & Pócs
249. Lejeunea notata Gottsche
250. Lejeunea novoguineensis Schiffn.
251. Lejeunea nymannii Steph.
252. Lejeunea obfusca Mitt.
253. Lejeunea obidensis Spruce
254. Lejeunea obscura Mitt.
255. Lejeunea obtusangula Spruce
256. Lejeunea obtusata Gottsche
257. Lejeunea oerstediana Lindenb. & Hampe
258. Lejeunea okomuensis E.W. Jones
259. Lejeunea oligoclada Spruce
260. Lejeunea oracola M.A.M. Renner
261. Lejeunea otiana S. Hatt.
262. Lejeunea ovalifolia Steph.
263. Lejeunea pacifica Mont.
264. Lejeunea pallescens Mitt.
265. Lejeunea pallida Lindenb. & Gottsche
266. Lejeunea pallidevirens (S. Hatt.) S. Hatt.
267. Lejeunea pallidissima Gola
268. Lejeunea papilionacea (Steph.) Prantl
269. Lejeunea papuana (Pócs) R.M. Schust.
270. Lejeunea paraensis Spruce
271. Lejeunea paratropa Spruce
272. Lejeunea parva (S. Hatt.) Mizut.
273. Lejeunea parviloba Ångstr.
274. Lejeunea patagonica (Steph.) Steph.
275. Lejeunea patens Lindb.
276. Lejeunea patersonii (Steph.) Steph.
277. Lejeunea patriciae (Tixier) Schäf.-Verw.
278. Lejeunea paucidentata (Steph.) Grolle
279. Lejeunea pectinella Mizut.
280. Lejeunea perigonialis Gottsche
281. Lejeunea perpapillosa M.E. Reiner & K.C. Pôrto
282. Lejeunea pertusa (Corda ex Nees & Mont.) Gottsche, Lindenb. & Nees
283. Lejeunea pfleidereri (Steph.) Sushil K. Singh
284. Lejeunea phyllobola Nees & Mont.
285. Lejeunea planiloba A. Evans
286. Lejeunea polilloensis Steph.
287. Lejeunea polyantha Mont.
288. Lejeunea praetervisa Steph.
289. Lejeunea primordialis (Hook.f. & Taylor) Gottsche, Lindenb. & Nees
290. Lejeunea princeps (Steph.) Mizut.
291. Lejeunea prionoides Spruce
292. Lejeunea proboscidea Gottsche
293. Lejeunea procumbens Mitt.
294. Lejeunea prominula Gottsche
295. Lejeunea pteridis Besch. & Spruce
296. Lejeunea pterigonia (Lehm. & Lindenb.) Mont.
297. Lejeunea ptosimophylla C. Massal.
298. Lejeunea puiggariana Steph.
299. Lejeunea pulchriflora (Pearson) G.E. Lee, Bechteler, Pócs, Schäf.-Verw. & Heinrichs
300. Lejeunea pulverulenta (Steph.) M.E. Reiner
301. Lejeunea pulvinata (Lehm. & Lindenb.) Nees & Mont.
302. Lejeunea quinqueumbonata Spruce
303. Lejeunea raddiana Lindenb.
304. Lejeunea radicans Lindenb. & Gottsche
305. Lejeunea ramosissima Steph.
306. Lejeunea ramulosa Spruce
307. Lejeunea rara Steph.
308. Lejeunea ravenelii Austin
309. Lejeunea recurva (Steph.) M.E. Reiner
310. Lejeunea reflexistipula (Lehm. & Lindenb.) Lehm. & Lindenb.
311. Lejeunea reinerae (Mizut. & Grolle) Ilk.-Borg.
312. Lejeunea remotifolia Hampe ex Steph.
313. Lejeunea resinata G.E. Lee, Schäf.-Verw., M.A.M. Renner & Heinrichs
314. Lejeunea resupinata (Steph.) Steph.
315. Lejeunea reticulata Herzog
316. Lejeunea rhigophila M.A.M. Renner
317. Lejeunea rhodesiae (Sim) R.M. Schust.
318. Lejeunea rionegrensis (Spruce) Spruce
319. Lejeunea riparia Mitt.
320. Lejeunea rothii (Schwägr.) Gottsche, Lindenb. & Nees
321. Lejeunea rotundifolia Mitt.
322. Lejeunea ruthii (A. Evans) R.M. Schust.
323. Lejeunea sanctae-helenae M. Wigginton
324. Lejeunea scabriflora Loitl.
325. Lejeunea schusteri (R.M. Schust.) Grolle
326. Lejeunea semiscabrida Gottsche
327. Lejeunea semperi Steph.
328. Lejeunea seriata Lindenb. & Gottsche
329. Lejeunea sessiliflora (Steph.) Grolle
330. Lejeunea setacea (Steph.) Steph.
331. Lejeunea setiloba Spruce
332. Lejeunea sharpii (R.M. Schust.) R.M. Schust.
333. Lejeunea siccata Spruce
334. Lejeunea sikorae (Steph.) Steph.
335. Lejeunea silvatica Gottsche
336. Lejeunea smaragdina Besch. & Spruce
337. Lejeunea soae (Herzog) R.L. Zhu, Y.M. Wei, L. Söderstr., A. Hagborg & von Konrat
338. Lejeunea solanicola Spruce
339. Lejeunea sordida (Nees) Nees
340. Lejeunea spiniloba Lindenb. & Gottsche
341. Lejeunea spinuliflora Spruce
342. Lejeunea sporadica Besch. & Spruce
343. Lejeunea squarrosa (Steph.) Steph.
344. Lejeunea squarrosula (Herzog) Solari
345. Lejeunea srivastavae P.K. Verma & K.K. Rawat
346. Lejeunea stenodentata (Steph.) M.A.M. Renner & Pócs
347. Lejeunea stephaniana (Steph.) Mizut.
348. Lejeunea stevensiana (Steph.) Mizut.
349. Lejeunea subacuta Mitt.
350. Lejeunea subaquatica Schiffn.
351. Lejeunea subbifida (Steph.) Steph. ex Duss
352. Lejeunea subelobata Carrington & Pearson
353. Lejeunea subigiensis (Steph.) Steph.
354. Lejeunea subolivacea (Steph.) Mizut.
355. Lejeunea subplana (Steph.) C.J. Bastos
356. Lejeunea subrufula Spruce
357. Lejeunea subsessilis Spruce
358. Lejeunea subspathulata Spruce
359. Lejeunea succulenta Herzog
360. Lejeunea suffruticola Spruce
361. Lejeunea sulphurea (Lehm. & Lindenb.) Spruce
362. Lejeunea syoshii Inoue
363. Lejeunea talamancensis M.E. Reiner & Schäf.-Verw.
364. Lejeunea tamasii M.E. Reiner, N. Salazar & C. Chung
365. Lejeunea tapajosensis Spruce
366. Lejeunea tarapotensis Spruce
367. Lejeunea tenella Taylor
368. Lejeunea tenera (Sw.) Gottsche, Lindenb. & Nees
369. Lejeunea terricola Spruce
370. Lejeunea thallophora (Eifrig) Gradst.
371. Lejeunea tonduzana (Steph.) M.E. Reiner
372. Lejeunea topoensis Gradst. & M.E. Reiner
373. Lejeunea touwii (Pócs) R.M. Schust.
374. Lejeunea trachygona Spruce
375. Lejeunea trinitensis Lindenb.
376. Lejeunea trochantha Spruce
377. Lejeunea trukensis H.A. Mill. & Bonner
378. Lejeunea tuberculosa Steph.
379. Lejeunea tumida Mitt.
380. Lejeunea tunquiniensis M.E. Reiner & Drehwald
381. Lejeunea umbilicata (Nees) Nees
382. Lejeunea urbanii (Steph.) Steph.
383. Lejeunea urbanioides G.E. Lee, Schäf.-Verw., M.A.M. Renner & Heinrichs
384. Lejeunea utriculata (Steph.) Mizut.
385. Lejeunea venezuelana (R.M. Schust.) R.L. Zhu & W. Ye
386. Lejeunea vesicata Mitt.
387. Lejeunea villaumei (Steph.) Grolle
388. Lejeunea viridis (R.M. Schust.) R.M. Schust. ex L. Söderstr. & A. Hagborg
389. Lejeunea vojtkoi Pócs
390. Lejeunea vulgariformis Gottsche
391. Lejeunea wattsiana (Steph.) H.A. Mill., Bonner & Bischl.
392. Lejeunea wichurae (Steph.) Steph.
393. Lejeunea wightii Lindenb.
394. Lejeunea xiphophylla (Herzog) M.E. Reiner
395. Lejeunea zacuapana (Steph.) Prantl